# Невеста монстра
«Невеста монстра» (англ. Bride of the Monster) — американский научно-фантастический фильм ужасов 1955 года. Сценаристом, режиссёром и продюсером выступил Эдвард Вуд-младший. Главные роли исполнили Бела Лугоши, Тор Джонсон, Лоретта Кинг и Тони Маккой. Фильм является одной из последних работ Лугоши в кино, актёр умер через год после выхода фильма на экраны. По сюжету фильма безумный доктор Ворнофф, со своим помощником Лобо, при помощи атомной энергии пытается создать расу сверхлюдей. Доктор создаёт гигантского осьминога, который затягивает людей в водоём. Дело о пропаже людей начинают расследовать лейтенант Дик Крейг и журналистка Джанет Лоутон.
Считается, что у фильма был самый большой бюджет в карьере Вуда (70 000 долларов). Производство картины началось в 1954 году, но из-за дальнейших финансовых проблем было завершено только в 1955 году. Фильм вышел на экраны в мае 1955 года, первоначально он шёл в кинотеатрах на сдвоенных показах, вместе с фильмом «Кончита и инженер».
В 1959 году Эдвард Вуд выпустил сиквел под названием «Ночь упырей».

## Сюжет
Двое охотников во время сильной грозы оказываются в лесу неподалёку от «дома с привидениями». Когда они пытаются попасть в дом, то узнают, что в нём живёт доктор Эрик Ворнофф, который не пускает их внутрь, а его помощник — гигант Лобо прогоняет охотников. Доктор Ворнофф выпускает из своего аквариума гигантского осьминога, который нападает на охотников и одного утягивает под воду, а второго ловит Лобо.
В полицейском участке офицер Том Роббинс встречает лейтенанта Дика Крейга. В настоящее время насчитывается 12 пропавших без вести людей, и полиция до сих пор не знает, что с ними случилось. В участок приходит репортёр Джанет Лоутон, которая является невестой Крейга. Она говорит, что даже если ей запретят, то она всё равно поедет на озеро Марш, в округе которого пропадают люди и проведёт своё расследование. В полицейском участке Роббинс и Крейг встречаются с профессором из Европы Владимиром Стровски, который соглашается помочь полиции в расследовании на Марше. Когда наступает ночь и начинается очередная гроза, Джанет одна едет на машине к озеру, но из-за плохой видимости, она съезжает с дороги в овраг. Лобо спасает её.
Проснувшись, Джанет обнаруживает себя пленницей Ворноффа, который с помощью гипноза снова погружает её в сон. На следующий день Крейг и его напарник едут на болото, в окрестности озера Марш. Они также обсуждают странную погоду и упоминают, что газеты могут быть правы в том, что «взрывы атомных бомб искажают атмосферу». В конце концов полицейские обнаруживает брошенную машину Джанет и понимает, что она стала 13-й пропавшей в этом районе. Они покидают болото, а Стровски наоборот едет на машине к болоту.

Джанет просыпается и видит рядом с собой Лобо. Доктор Ворнофф уверяет её, что Лобо безобиден, но гигант, похоже, очарован пленницей и приближается к ней. Ворнофф объясняет, что великан — человек и что он нашёл его в «диких дебрях Тибета». Затем Ворнофф при помощи гипноза погружает Джанет в сон. Он приказывает Лобо доставить пленницу в свои покои.
Тем временем Стровски бесшумно приближается к дому доктора и входит в него через незапертую входную дверь. Пока Стровски обыскивает дом, Ворнофф подходит к нему, чтобы поприветствовать. Их родина заинтересовалась новаторскими экспериментами Ворноффа с атомной энергией и хочет завербовать его. Ворнофф рассказывает, что за два десятилетия до этого он предложил использовать эксперименты с атомной энергией, которые могли бы создать сверхлюдей огромной силы и размера. В ответ его заклеймили сумасшедшим и изгнали из страны. Стровски рассказывает, что он мечтает о завоеваниях во имя их страны, а Ворнофф мечтает о завоеваниях во имя своих творений. Крейг и его напарник возвращаются на болото поздно вечером и обнаруживают брошенную машину Стровски. Напарники разделяются, чтобы обыскать местность, Крейг направляется к дому. Вернувшись в секретную лабораторию, Ворнофф взмахом руки призывает Джанет к себе. Она под влиянием телепатии заходит в комнату в платье невесты. Он решил использовать её в качестве следующего объекта своих экспериментов. Лобо не желает участвовать в эксперименте, и Ворнофф использует хлыст, чтобы вновь установить контроль над своим рабом и помощником. Тем временем Крейг проникает в дом и случайно обнаруживает потайной ход. Он сам попадает в плен к Ворноффу и Лобо.
Когда эксперимент должен вот-вот начаться, Лобо восстаёт против своего хозяина и нападает на него. После драки Лобо вырубает Ворноффа, освобождает Джанет и переносит потерявшего сознание Ворноффа на операционный стол. Ученый становится объектом своего собственного эксперимента. На этот раз эксперимент удается, и Ворнофф превращается в сверхчеловека. Между ним и Лобо происходит схватка, в результате которой лаборатория разрушается и начинается пожар. Ворнофф хватает Джанет и спасается от пламени. На помощь Крейгу прибывают Роббинс и другие офицеры. Полицейские преследуют Ворноффа через лес. Начинается очередная гроза, и удар молнии разрушает дом. После уничтожения дома и оборудования расстроенный Ворнофф бросает Джанет и просто пытается убежать. Крейг сталкивает на доктора огромный камень, который сбивает с его с ног. Ворнофф от удара камнем скатывается по склону вниз, к воде, прямо к гигантскому осьминогу. Они борются до тех пор, пока ядерный взрыв не уничтожает обоих бойцов. По-видимому, это результат цепной реакции, начавшейся в разрушенной лаборатории. Роббинс говорит о Ворноффе: «Он вмешивался во владения Бога».

## Над фильмом работали

### Актёрский состав
| Актёр           | Роль                                        |
| --------------- | ------------------------------------------- |
| Бела Лугоши     | доктор Эрик Ворнофф                         |
| Тор Джонсон     | Лобо                                        |
| Тони Маккой     | лейтенант Дик Крейг                         |
| Лоретта Кинг    | Джанет Лоутон                               |
| Харви Б. Данн   | капитан Роббинс                             |
| Джордж Бекуор   | профессор Стровски                          |
| Пол Марко       | Келтон                                      |
| Дон Нэйджел     | Мартин                                      |
| Бад Осборн      | Мак                                         |
| Джон Уоррен     | Джейк                                       |
| Энн Вилнер      | Тилли                                       |
| Долорес Фуллер  | Марджи                                      |
| Уильям Бенедикт | газетчик                                    |
| Бен Фроммер     | пьяница                                     |
| Конрад Брукс    | подозреваемый на улице (в титрах не указан) |

### Съёмочная группа
| Режиссёр                 | Эд Вуд                            |
| Исполнительный продюсер  | Дональд Э. Маккой                 |
| Ассоциированный продюсер | Тони Маккой                       |
| Операторы                | Тед Аллан, Уильям С. Томпсон      |
| Специальные эффекты      | Пэт Динга                         |
| Композитор               | Фрэнк Ворф                        |
| Ассистенты режиссёра     | Боб Фарфан, Уильям Нольте         |
| Оператор камеры          | Берт Шипхэм                       |
| Электрик                 | Луис Кригер                       |
| Гримёры                  | Луи Дж. Хасцилло, Морис Сейдерман |
| Владелец имущества       | Джордж Бэр                        |
| Редактор                 | Уоррен Адамс                      |
| Технический супервайзер  | Иго Кантор                        |
| Звукозапись              | Дейл Найт, Лайл Уилли             |
| Звуковые эффекты         | Майк Поллок                       |

## Производство

### Сценарий
Алекс Гордон и его брат Ричард с детства, которое они провели в Англии, были фанатами фильмов ужасов. В 1948 году, после иммиграции в США, они изо всех сил старались встретиться с Белой Лугоши. К 1952 году Алекс был вице-президентом компании Renown Pictures of America. В феврале того же года он отправился в Голливуд на четыре недели, чтобы заключить несколько сделок от имени компании, и эта месячная поездка превратилась в переезд. К июню 1952 года Гордон стал исполнительным продюсером вестерна «Беззаконный всадник» (1954). В актёрский состав которого входил Бад Осборн, который позже сыграет Мака в фильме «Невеста монстра». Тогда Гордон познакомился с Эдом Вудом. Они стали друзьями и даже соседями по комнате. Ещё до переезда в Голливуд Гордон написал сценарий «Атомного монстра» (англ. The Atomic Monster) и планировал на главную роль позвать Бориса Карлоффа. 8 июля появилась информация о том, что Алекс Гордон в скором времени начинает работу сразу над несколькими фильмами ужасов, помимо «Атомного монстра» были анонсированы «Доктор Вуду» (англ. Doctor Voodoo), «Гробница вампира» (англ. The Vampire's Tomb) и «Проклятие зомби» (англ. The Zombie's Curse). Главную роль в фильме «Доктор Вуду» он хотел отдать Беле Лугоши. После того как сценарии прочитал глава Allied Artists Productions Стив Броди, он предложил позвать в «Доктора Вуду» ещё и Лона Чейни-младшего, на что Гордон согласился. Броди согласился работать над фильмами, но предложил Гордону сосредоточиться на продюсировании и позвать кого-то доработать сценарий. Гордон позвал на работу Эдварда Вуда и они вместе доработали старый набросок сценария «монстра». Карлофф дал согласие на съёмку ещё при некоторой переработке сценария, а Лугоши и Чейни согласились сразу. Но после этого Броди передумал, он настаивал на том, что бы все три актёра снимались в одном фильме.
В начале 1960-х годов Алекс Гордон вспоминал: «один независимый продюсер переписал мой сценарий „Атомного монстра“ и снял на его основе очень малобюджетную картину под названием „Невеста монстра“». Но несколько десятилетий спустя Гордон рассказывал более подробно: «Поскольку мой сценарий нуждался в некоторых изменениях, чтобы уговорить Белу Лугоши сняться в фильме, я привлёк Эдди, чтобы он помог „отполировать“ сценарий и заняться постановкой фильма... [Лугоши] и я вместе работали над эпизодом, где он говорит о том, что у него нет дома — его большой речью, которая приписывается Эдди Вуду, но на самом деле она была написана мной при участии Лугоши». Вуд, напротив, утверждал, что он «написал каждую строчку», а Гордон лишь предложил «идею» сюжета. В другой раз Вуд также приписал себе и идею фильма, сказав: "«Я даже держу карандаш и блокнот рядом со своей кроватью по ночам, потому что многие сны оказываются хорошим сюжетом. Вот откуда взялась „Невеста монстра“». Долорес Фуллер, бывшая девушка Эда Вуда также подтверждала его версию: «Не уверена, что [Алекс Гордон] сделал какой-либо значительный вклад в „Невесту монстра“».
После переработки сценариев двух фильмов, в работу был утверждён только один, сценарий «Атомного монстра». Предположительно Борис Карлофф должен был исполнить роль доктора Ворноффа, Бела Лугоши — профессора Стровски и Лон Чейни-младший — Лобо. Когда Гордон сообщил Карлоффу о том, что фильм будет один, подумав он ответил: «Они действительно хотят, чтобы я и Бела снова были вместе... Ну, хорошо. Мы с Белой всегда хорошо работали вместе. Я готов это сделать». Позже Гордон вспоминал, как Карлофф говорил, что ему «жаль Белу», ведь в последнее время он мало снимается и ему «очень нужны деньги». Не было «никакой вражды» с обеих сторон, подчёркивал Гордон.
5 июля 1952 года в специализированном издании Boxoffice появилось самое раннее упоминание о фильме «Атомный монстр». Тогда же было заявлено, что главные роли исполнят Бела Лугоши и Хелен Гилберт. 8 сентября 1952 года Гордон передал сценарии «Атомного монстра» и «Доктора Вуду» Джозефу Брину в Кодекс Американской ассоциации кинокомпаний. В обратном письме говорилось, что сценарий «монстра» прошёл одобрение комиссии, но из него должны быть убраны восклицания с упоминанием Бога.
Какое-то время на стадии производства фильм имел название «Невеста атома» (англ. Bride of the Atom). Это название придумал Эдвард Вуд, но на какой стадии работы над фильмом не известно. В сохранившейся версии сценария фраза «невеста атома» произносится доктором Эриком Ворноффом, в фильме, Лугоши также её произносит. Однако пометки в сценарии дают понять, что это черновик, набранный (по крайней мере, частично) уже после начала съёмок. Неизвестно была ли эта строка диалога уже в сценарии, когда проект ещё назывался «Атомный монстр», или же она была добавлена позже.

### Поиск финансирования
В сентябре 1952 года в газетах написали, что предполагаемая дата начала съёмок — 1 ноября 1952 года. Но этого не произошло. Гордон не смог получить финансирование. Они с Вудом срочно искали инвесторов, но все по разным причинам отказывались. Вероятно, помешало и то, что к концу сентября 1952 года компания Universal-International назначила продюсера Уильяма Олленда на другой фильм под таким же названием «Атомный монстр», по сценарию Рэя Брэдбери. К моменту выхода фильма Universal в 1953 году, студия переименовала свой фильм в «Оно пришло из далёкого космоса».

Постер фильма «Монстр, созданный человеком» (1941), под переизданием Realart с названием «Атомный монстр».

Алекс Гордон попросил своего брата Ричарда обратиться к продюсеру Хэлу Роучу, который по началу проявил интерес к фильму, но позже отказался от него. После этого Ричард связался с Эллиоттом Хайманом, главой Seven Arts Productions, тот тоже сначала согласился профинансировать фильм, но позже отказался. Отсутствие финансирования не позволяло начать производство. Предположительно работа над фильмом полностью остановилась в 1953 году. Ещё не будучи готовым отказаться от фильма, Алекс Гордон обратился в Realart, компанию, созданную Universal для переиздания своих старых фильмов. Глава студии Джек Бродер после прочтения сценария ответил Гордону, что не заинтересован в фильме. Несколько месяцев спустя, компания Realart перевыпустила фильм с Лоном Чейни-младшим «Монстр, рожденный людьми» (1941) под названием «Атомный монстр». Когда Алекс узнал об этом, он был возмущён: «Я оставил сценарий Бродеру, и не успел оглянуться, как моё название оказалось на одном из его фильмов!». В итоге Бродер, думая, что дело может дойти до суда, выплатил Гордону 500 долларов компенсации. Учитывая, что Realart не переиздавал «Монстра, рожденного людьми» до середины 1953 года, видимо Гордон продолжал продвигать «Атомного монстра» примерно до того же времени. Затем его участие, похоже, в основном прекратилось.
Позже Эдвард Вуд возродил проект уже под названием «Монстр болот» (англ. The Monster of the Marshes). Фактические съёмки начались в октябре 1954 года на студии Теда Аллана, но дальнейшие проблемы с деньгами быстро остановили производство. Необходимые средства были предоставлены владельцем мясокомбината Дональдом Маккоем, который стал продюсером фильма при условии, что его сын Тони сыграет главную роль. По словам сценариста Денниса Родригеса, роль младшего Маккоя в качестве главного героя была одним из двух условий, которые Дональд поставил Эдварду. Другим условием было включение атомного взрыва в финал фильма. Производство возобновилось в 1955 году на студии Centaur Studios.

### Съёмки
Охотники которые появляются в начальной сцене ни разу не называют своих имён, что их звали Джейк Лонг и Блейк «Мак» Маккрей можно узнать из дальнейших событий фильма. Согласно титрам, Джейка сыграл Джон Уоррен, а Мака — Бад Осборн. В сценах в полицейском участке появляются пьяница и продавец газет. Первого играет Бен Фроммер (известный по роли графа Бладкаунта в мультфильме «Трансильвания 6-5000»), второго — Уильям Бенедикт (известный как один из Парней из Бауэри). Джанет Лоутон в одном эпизоде перебрасывается парой фраз с коллегой по имени Марджи. Марджи играет Долорес Фуллер (на то время она встречалась с Эдом Вудом). Напарника Дика Крейга, Мартина, играет Дон Нэйджел. И Фуллер, и Нэйджел работали с Вудом в предыдущем его фильме «Тюрьма Бэйт» (1954).

По имеющимся данным, роль Джанет предназначалась Долорес Фуллер. По воспоминаниям Фуллер, Лоретта Кинг подкупила Вуда, чтобы он взял её на роль Джанет, пообещав обеспечить дальнейшее финансирование фильма. Таким образом, Фуллер пришлось сыграть эпизодическую роль «Марджи», что привело к её последующему разрыву с Эдом Вудом и переезду в Нью-Йорк, где она начала карьеру автора песен Элвиса Пресли. Кинг всегда решительно отрицала, что каким-либо образом подкупила Вуда, говоря, что вся эта история нелепа, поскольку в 1950-е годы у неё не было денег, чтобы вкладывать их в фильмы, поэтому история не имеет подтверждения. Эд Вуд мог придумать эту историю, потому что хотел видеть Лоретту Кинг в главной роли и думал, что это самый простой способ заставить Долорес поменяться ролями с Лореттой.

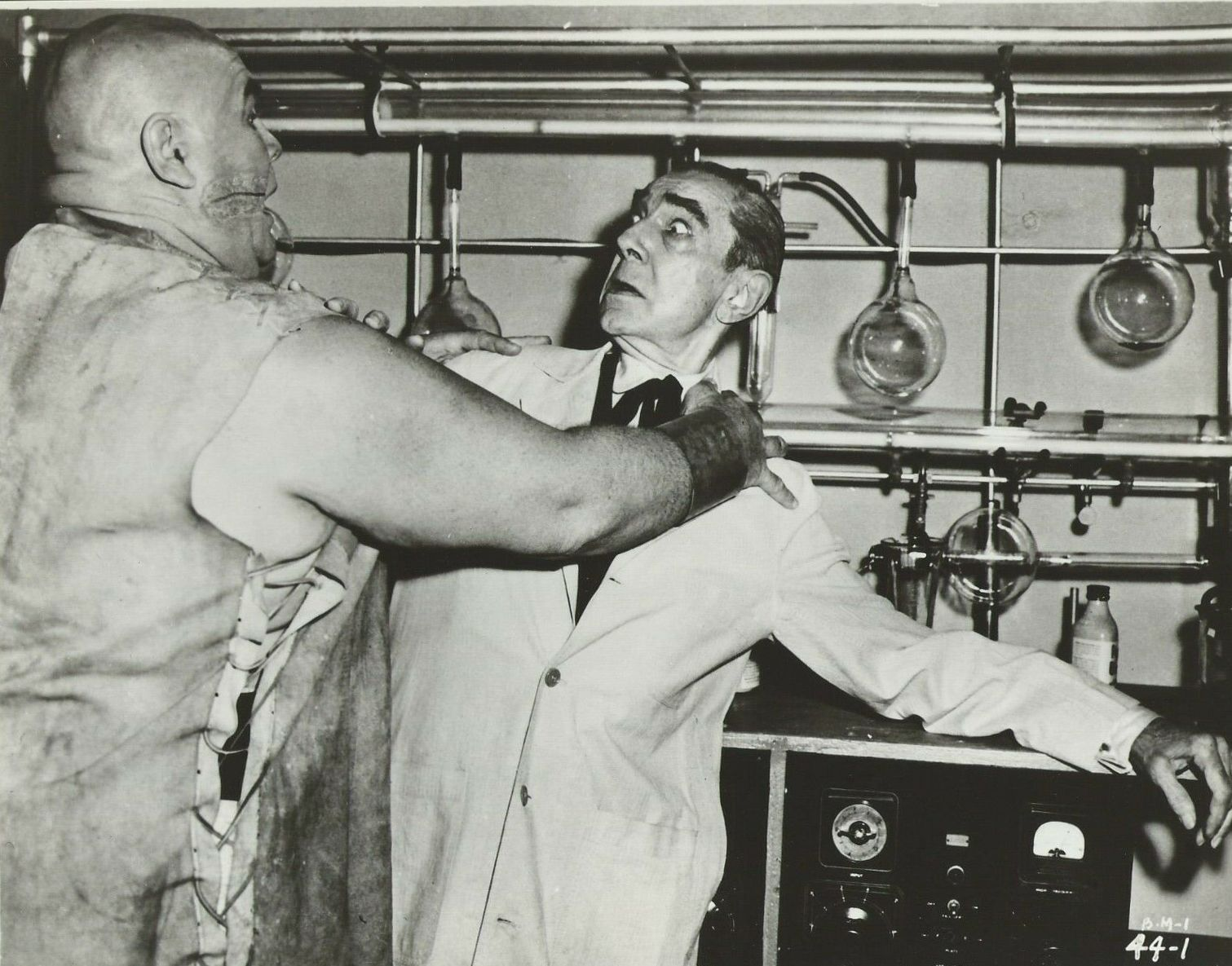
Тор Джонсон и Бела Лугоши в одной из финальных сцен фильма.

Актёр Джордж Бекуор, сыгравший в фильме бородатого русского агента Стровски, доставил Вуду немало финансовых проблем, когда, получив деньги за один день работы над фильмом, он пожаловался в Гильдию киноактёров, что ему недоплатили, и из-за этого производство было временно остановлено для проведения расследования. В результате Вуду пришлось собирать дополнительные средства у спонсоров, и в результате он потерял ещё одну часть прав собственности на фильм. Друг Вуда, актёр Джон Эндрюс, сказал в интервью: «Эдди ненавидел, ненавидел, презирал, хотел убить Джорджа Бекуора... Я не переигрываю, я говорю вам прямо. Он ненавидел Джорджа Бекуора до самой смерти, и я имею в виду — искренне ненавидел!».
В фильме использованы как стоковые кадры настоящего осьминога, так и резиновый макет осьминога в сценах, где «монстр» взаимодействует с актёрами. Широко распространено мнение, что это был реквизит из фильма Джона Уэйна «Найти „Красную ведьму“» (1948). Разные версии утверждают, что Вуд либо украл, либо законно арендовал реквизит у компании Republic Pictures, которая сняла этот фильм. Борьба между Ворноффом и осьминогом была снята в парке Гриффит.
В финальных сценах с грибовидным облаком ядерного взрыва использованы стоковые кадры взрыва водородной бомбы.

### Дружба Эдварда Вуда с Белой Лугоши
Впервые дуэт Вуда и Лугоши работал вместе над фильмом «Глен или Гленда» (1953), авангардной эксплуатационной картине о трансвестизме и смене пола. Подобное кино резко отличалось от привычного экранного творчества Лугоши. Актёр Конрад Брукс и сценарист Алекс Гордон утверждали, что Лугоши вообще не знал, о чём фильм. Но Ричард Шеффилд, гримёр Гарри Томас и Вуд утверждали, что Лугоши хотя бы догадывался о его содержании. В другой раз (в конце 1953 года) Вуд сделал фотографии своей подруги Долорес Фуллер с Лугоши на некоммерческой выставке Hollywood Historama на Голливудском бульваре. Вуд пригласил Лугоши в театр West Coast в Сан-Бернардино 31 декабря 1953 года — в канун Нового года, причём личное выступление Лугоши состояло лишь из короткой речи. Помимо трёх гонораров полученных Лугоши, трёхлетние отношения с Эдом Вудом были отмечены больше проектами, которые не состоялись, чем теми, которые состоялись. «Гробница вампира» (англ. The Vampire's Tomb), «Упырь едет на Запад» (англ. The Ghoul Goes West) (он же «Призрачный упырь» (англ. The Phantom Ghoul)), «Последний занавес» (англ. The Final Curtain) — названия нескольких фильмов, которые Вуд планировал снять с участием Лугоши. Кроме того, Вуд пытался поставить версию «Дракулы» — «Игра вампира» (англ. The Vampire Play) с Лугоши; он пытался запустить телешоу с Лугоши под названием «Доктор Акула» (англ. Dr. Acula); он пытался создать радиошоу c Лугоши под названием «Ужас» (англ. The Terror); он пытался убедить издателей выпустить комикс о Лугоши.

## Релиз
Премьера фильма состоялась в голливудском кинотеатре Paramount 11 мая 1955 года под названием «Невеста атома» (англ. Bride of the Atom). Вуд всегда рассказывал историю о том, как после показа фильма он спросил менеджера кинотеатра, что тот думает о картине, на что менеджер ответил: «Отстой». Позже Вуд взял ножницы и буквально вырезал этого человека из группового снимка 8х10, который был сделан в тот вечер после премьеры в качестве рекламной фотографии. На вопрос «Кого это ты вырезал?» Вуд ответил: «Ну, его там больше нет, так что это не имеет значения».
По имеющимся данным, фильм был завершён и выпущен в прокат благодаря сделке с адвокатом Сэмюэлем З. Аркоффом. Аркофф получил от фильма большую прибыль, чем Вуд, и его доходы способствовали финансированию его компании American International Pictures. Вуд перепродал акции картины и в итоге сам не владел правами на фильм. В заключительных титрах правообладатель фильма указан как Filmakers Releasing Organization. Права на распространение фильма принадлежали компании Banner Films в США и Exclusive в Великобритании.
По словам Гари Родса из-за того, что фильм в своё время вышел в ограниченный прокат, его было очень сложно где то посмотреть, или даже «встретить человека который его видел», многим фанатам Лугоши пришлось долго ждать его выхода на носителях. «Невеста монстра» был фильмом, который существовал даже не в «киноподполье, а в мире раритетов существовавших в киноподполье». В 2008 году компанией Legend Films была выпущена колоризированная версия фильма. Данная версия фильма позже стала доступна и на Amazon Prime.

## Анализ

### Жанр и предпосылки
В фильме сочетаются элементы жанров научной фантастики и ужасов, которые часто совмещались в фильмах 1950-х годов. Как и многие другие фильмы того времени, «Невеста монстра» отчасти является пропагандистским фильмом, тема которого отсылает к холодной войне. Здесь снова внешняя угроза из «старой Европы» выступает в роли врага для благочестивых Соединённых Штатов. В триллерах времён холодной войны иностранные государства служили для американской аудитории в качестве порочных и демонизированных «других». Страна происхождения Ворноффа и Стровски остается неназванной. Единственная подсказка заключается в том, что она европейская и имеет свои мечты о завоеваниях. По косвенным признакам, страной, изгнавшей Ворноффа в 1930-е годы, может быть нацистская Германия или Советский Союз. Их роль как злодеев для американского кино уже укрепилась к 1950-м годам, и Вуд мог намекать на них обоих. Стровски использует термин «раса господ», который является ключевым понятием в нацизме.
И рабочее название «Невеста атома», и окончательное название «Невеста монстра» намекают на фильм «Невеста Франкенштейна» (1935). В остальном фильм следует шаблону малобюджетных фильмов ужасов 1940-х годов. Атомный век влияет на фильм своими угрожающими последствиями, связанными с ядерным оружием и угрозой, которую оно представляет для человеческой цивилизации. Роб Крейг приводит аргументы в пользу включения фильма в поджанр триллеров на тему холодной войны наряду с «Целуй меня насмерть» (1955), «Мир, плоть и дьявол» (1959), «На берегу» (1959), «Маньчжурский кандидат» (1962), «Доктор Стрейнджлав, или Как я перестал бояться и полюбил бомбу» (1964), «Семь дней в мае» (1964) и «Система безопасности» (1964).

### Содержание
Это была последняя главная роль Белы Лугоши в большом кино. (Впоследствии Лугоши сыграл роль без слов в фильме «Черное бездействие» (1956). В фильме «План 9 из открытого космоса» (1957) использованы архивные кадры с Лугоши, где он не произносит реплик, поскольку он умер до написания сценария. Эти кадры были взяты из незаконченного фильма Эда Вуда, который должен был называться «Гробница вампира» (англ. The Vampire's Tomb). Так же возможно был снят фильм с Лугоши в главной роли «Заприте своих дочерей» (1959), в нём возможно использовались кадры из более ранних фильмов с Лугоши).
По словам Роба Крейга, в фильме «Невеста монстра» Лугоши в последний раз играет «харизматичного злодея, чья мания величия приводит к его падению и разрушению». Крейг считает, что это одна из лучших ролей Лугоши, ссылаясь на удивительно энергичную игру стареющего актёра. Сцены с гипнозом содержат крупные планы глаз Лугоши (в цветовой версии фильма они голубые). Вероятно, Вуд пытался воссоздать аналогичные сцены из более старого фильма с Лугоши «Белый зомби» (1932). Лугоши не играл Ворноффа в сценах, требующих физической силы. В фильме использовались дублёры Лугоши: Эдди Паркер и Ред Рейган. Паркер также был дублёром Лугоши в фильме «Франкенштейн встречает человека-волка» (1943). Гонорар Лугоши за фильм оценивается в 1000 долларов.
Сюжет «Невесты монстра» похож на сюжет более раннего фильма с Белой Лугоши «Исчезновение трупа» (1942). В обоих фильмах девушке дарили орхидею, которую она нюхала перед тем, как потерять сознание. В фильме «Исчезновение трупа» Лугоши сыграл доктора, который ловил девушек, брал из их тела какую-то жидкость и вводил её своей жене, чтобы сделать её временно молодой. В «Невесте монстра» Лугоши опять играет доктора, который проводит эксперименты над людьми, в частности пытается провести такой опыт над главной героиней, что бы сделать её сверхчеловеком. В фильме «Убийства на улице Морг» (1932) герой Лугоши сбрасывал тела своих жертв в реку, здесь же он сбрасывает тела жертв в озеро, скармливая их гигантскому осьминогу. Крейг отмечает, что между характерами Дика Крейга и Джанет Лоутон существует разительный контраст. Дик говорит бесстрастно и безэмоционально и кажется довольно вялым персонажем. Джанет — «дерзкая девушка-репортер», динамичный персонаж с чувством самостоятельности.
По сюжета фильма каждую ночь в течение трёх месяцев происходят бури и странные погодные явления. Персонажи объясняют это явление влиянием ядерных взрывов на атмосферу. Вероятно, это отражает актуальную тревогу 1950-х годов по поводу возможного изменения климата. До подписания Договора о запрещении ядерных испытаний (1963), атмосферные испытания ядерного оружия использовались широко и безрассудно. Роб Крейг предполагает, что месяцы постоянных штормов могли быть навеяны повествованием о потопе в книге Бытия. В контексте фильма предполагается, что странная погода является побочным эффектом экспериментов Ворноффа, в результате которых в атмосферу попадает радиоактивность.

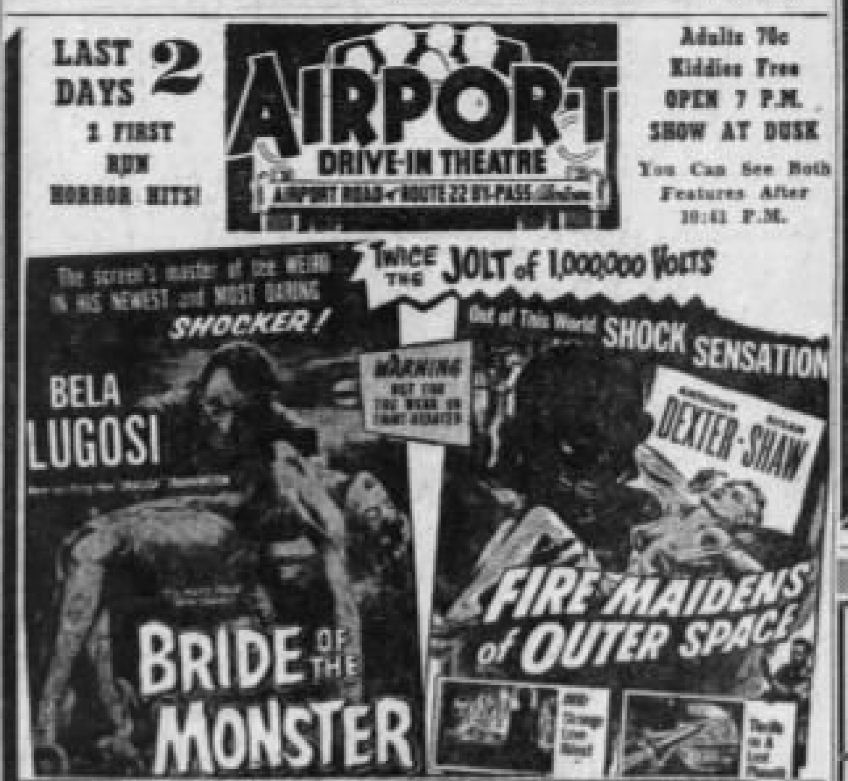
Реклама Двойной сеанс в автокинотеатре «Невесты монстра» и «Огненных дев из далёкого космоса». 1956 год.

Диалоги в фильме включают такие фразы, как «Дом? У меня нет дома!», «Человека всегда считают сумасшедшим, когда он открывает что-то, что другие не могут понять», и заключительная фраза «Он вмешался во владения Бога». Эти фразы вполне можно применить к судьбам авангардных художников и мыслителей. Название «Невеста атома», которое Ворнофф использует для Джанет наряженной в свадебное платье, необъяснимо, если только учёный не пытается использовать Джанет вместо своей давно потерянной жены. Одна из его ободряющих фраз, обращённых к Джанет по поводу эксперимента: «Это больно, только на мгновение, но потом ты станешь женщиной...», звучит так, словно он готовит её к потере девственности. Сцена с молодой женщиной в свадебном платье, скованной кожаными кандалами, кажется садомазохистской по своей природе.
На протяжении всего фильма подразумевается, что немой Лобо имеет определённую умственную отсталость и не обладает обычным человеческим интеллектом. Тем не менее, он успешно управляет сложными механизмами, как будто его этому учили. Крейг рассматривает эту сцену как намёк на то, что якобы «немые» слуги могут обладать способностью узнавать секреты своих хозяев.

### Серия фильмов
Очевидный фетиш Лобо к ангорской шерсти является отражением фетиша самого Вуда к этому материалу. Это также служит связью фильма с фильмом «Глен или Гленда», где фетиш играет более заметную роль. В фильме 1961 года «Чудовище из долины Юкка» Джонсон странным образом гладит и обнимает кролика, когда тот умирает в финале фильма, возможно это некая отсылка к персонажу Дожнсона в этом фильме. Персонаж Лобо также снова появился в фильме Вуда «Ночь упырей» (1959), ужасно обгоревший, но все ещё живой. Этот фильм послужил своеобразным продолжением «Невесты монстра». Ворноффа в фильме нет, но есть упоминания о деятельности «сумасшедшего доктора». Тор Джонсон также играет персонажа по имени Лобо в фильме «Неземное» (1957), где он также служит приспешником главного злодея.
Этот фильм является частью того, что поклонники Вуда называют «Трилогией Келтона», трио фильмов с участием Пола Марко в роли офицера Келтона, нытика и ленивого полицейского. Два других фильма — «План 9 из открытого космоса» и «Ночь упырей». Келтон — единственный персонаж, который появляется во всех трёх фильмах.

## Наследие
В наше время Эдвард Вуд-младший стал культовой фигурой среди фанатов малобюджетных фильмов ужасов середины прошлого века. Самыми значимыми фильмами в карьере Вуда считаются «Глен или Гленда», «Невеста монстра» и «План 9 из открытого космоса». Во всех этих трёх фильмах снимался также культовый в наше время актёр Бела Лугоши. В 1994 году вышел байопик «Эд Вуд», снятый Тимом Бёртоном, в фильме рассказывается та часть жизни Вуда, когда он познакомился с Лугоши, значительная часть фильма рассказывает о том, как проходили съёмки «Невесты монстра».
В 1986 году фильм был показан в телевизионном шоу «Canned Film Festival», а позже в шоу «Таинственный театр 3000 года». В фильме Роба Зомби «Изгнанные дьяволом» (2005) в одной сцене показываются кадры из «Невесты монстра».

## Обсуждения
В 1980 году в книге «Удостоенные „Золотой индюшки“» утверждалось, что персонаж Лугоши заявляет, что его слуга Лобо «безобиден, как кухня». Эта якобы неправильно произнесенная фраза приводится в качестве доказательства либо ухудшения здоровья/психических способностей Лугоши, либо как ещё одно доказательство некомпетентности Вуда как режиссёра. Однако просмотр самого фильма показывает, что Лугоши произнес эту фразу правильно: «Не бойтесь Лобо, он ласковый, как котёнок». Более простым объяснением может быть то, что авторы Майкл Медвед и Гарри Медвед смотрели фильм в кинотеатре с плохим качеством звука или просмотрели поврежденный носитель. Однократный просмотр в таких условиях может привести к тому, что некоторые реплики диалога будут плохо слышны. Неточное утверждение успело приобрести статус городской легенды и продолжает циркулировать.
В фильме «Эд Вуд» Тима Бёртона, утверждалось, что Вуд и создатели фильма украли механического осьминога (ранее использовавшегося в фильме «Найти „Красную ведьму“») с задворков студии Republic Studios, не украв при этом мотор, который позволял реквизиту реалистично двигаться. Об этих событиях также утверждается в документальном фильме 2004 года «50 худших фильмов из когда-либо снятых». Однако в других источниках утверждалось, что Вуд законно арендовал осьминога, а также несколько автомобилей для съёмок. Чтобы исправить недостаток движения осьминога, всякий раз, когда кто-то погибал от чудовища в фильме, люди просто барахтались на мелководье, держа щупальца вокруг себя, чтобы имитировать его движения. Съёмки этих сцен, как и производство фильма в целом, были обыграны с комическим эффектом в картине «Эд Вуд».
Книга Рудольфа Грея «Кошмар экстаза: жизнь и творчество Эдварда Д. Вуда-младшего» (англ. Nightmare of Ecstasy: The Life and Art of Edward D. Wood Jr.) содержит анекдотические истории о создании этого фильма. Грей отмечает, что участники оригинальных событий иногда противоречат друг другу, но он передаёт информацию каждого человека для потомков. Он также включает утверждение Эда Вуда о том, что только один из его фильмов принёс прибыль, и предполагает, что, скорее всего, это была «Невеста монстра», но Вуд перепродал фильм и не смог впоследствии возместить убытки всем спонсорам. Большинство биографий упоминают «Жестокие годы» (1956) как самый прибыльный фильм над которым работал Вуд, там он выступил в качестве сценариста.